# Kalina
Kalina foi uma orca nascida em (SeaWorld Orlando, 26 de setembro de 1985 — SeaWorld Orlando, 4 de outubro de 2010), conhecida como a Baby Shamu I e Original Baby Shamu. Ela faleceu em 4 de outubro de 2010 no mesmo parque com 25 anos de vida.
Ela foi o primeiro filhote de orca que nasceu em cativeiro e conseguiu sobreviver até a idade adulta. Antes de Kalina, cerca de dez filhotes de orcas já haviam nascido em cativeiro, mas nenhum deles sobreviveu mais do que 42 dias.
Kalina tornou-se uma mãe em 2 de fevereiro de 1993, quando deu à luz Keet e tornou-se uma avó em 21 de dezembro de 2004, quando Kalia, filha de Keet nasceu.

## Biografia

### Nascimento e primeiros anos de vida
Em 1984, Katina, vivia no SeaWorld de San Diego, Califórnia na companhia das fêmeas dominantes Kandu 5 e Kenau, um macho maduro chamado Winston e sua melhor amiga Kasatka.
Durante sua temporada no SeaWorld de Ohio foi percebido que Katina havia engravidado de Winston e foi enviada para o SeaWorld de Orlando na Flórida, onde conheceu outras orcas, Kotar, Kahanna e Kona 2 a fêmea dominante de quem se tornou bem próxima.
Em 26 de setembro de 1985 Katina entrou em trabalho de parto, o parto transcorreu muito bem e ela foi acompanhada e amparada por Kona 2 até que um filhote fêmea e saudável nasceu, e recebeu um nome semelhante ao da mãe, Kalina. Nesse mesmo ano mais duas fêmeas engravidaram de Winston, Kandu 5 e Kenau não deram à luz filhotes saudáveis. Kalina cresceu muito, sempre acompanhada de sua mãe, Kona 2 e um macho chamado Kotar. Kalina também presenciou o nascimento de sua primeira irmã em 4 de novembro de 1988, uma fêmea de nome semelhante, chamada Katerina, filha de Kanduke e Katina, e também de Taima, filha de Gudrun e Kanduke.
Ela formou laços fortíssimos com a mãe, até que foi afastada, sendo enviada para o SeaWorld de Ohio, onde ganhou a companhia de outras fêmeas.

### Sea WorldOhio e SeaWorld California
Kalina foi separada de sua mãe em 1990, com cinco anos de idade, quando foi enviada para o SeaWorld de Ohio, lá conviveu com Samoa, uma fêmea que havia sido transferida do Brasil.
A estadia das duas no parque de Ohio não durou muito, em poucos meses Kalina foi transferida novamente para o SeaWorld California onde permaneceu por mais alguns meses, até que finalmente foi transferida para o SeaWorld Texas.

### SeaWorld Texas
No Texas, Kalina encontrou novas orcas e ordem social diferente, mas devido sua natureza calma e gentil ela se deu bem com todas, lá ela novamente foi reunida com Samoa e Kotar, o macho que convivia com ela quando ainda era um filhote. Entre 1992 e 1993, após a morte de Samoa, apesar da sua natureza dócil, Kalina se tornou a fêmea dominante do SeaWorld do Texas até a chegada de Haida 2, uma fêmea muito dominante vinda do Sealand of the Pacific e Kyuquot, filho de Haida 2.
Kotar e Kalina acabaram por ficarem muito próximos, e ele a engravidou em uma tenra idade de seis anos, dezoito meses depois, ela deu à luz um filhote macho saudável, na época do nascimento nomeado Grandbaby Shamu (neto Shamu), mais tarde nomeado Keet.
Cerca de um ano e oito meses depois do nascimento de Keet, Kalina engravidou novamente de Kotar a para apoiar sua nova gravidez, ela e Keet foram separados, sendo que ela novamente foi transferida para sua terra natal, o Sea World Florida.

### A volta ao SeaWorld Flórida
Após ter sua segunda gravidez confirmada, Kalina foi afastada de seu pequeno filhote Keet, que ficou sobre os cuidados de Haida 2 no Texas.
Quando chegou novamente ao parque da Florida, ela se integrou novamente às orcas, e conheceu seu meio irmão Taku, filho de sua mãe e Tilikum. Meses após ter voltado do Texas, ela finalmente deu à luz o segundo filho, um macho que foi chamado de Keto.
Tilikum e Kalina acasalaram e dessa vez, seu filhote nasceu morto em 1997, Keto acabou sendo separado de sua mãe após ter engravidado em 1998 e dado a luz a Tuar em 1999.
Conhecida como uma fêmea bastante calma e gentil, Kalina mostrou-se agressiva algumas vezes, durante os momentos em que dava à luz seus filhotes, principalmente quando deu à luz Keet em 1993 e quando deu à luz seu quarto filhote e primeira filha em 2004, uma fêmea chamada Skyla, também filha de Tilikum.
Kalina era vista como uma fêmea bastante gentil em relação as outras, mesmo tendo o segundo papel mais importante na escala de dominância, abaixo apenas de sua mãe Katina. O desejo pelo posto de Kalina provocou algumas brigas com as novatas: Takara (filha da fêmea dominante do parque da Califórnia) e com Kayla (antiga fêmea dominante do parque do Texas). No entanto, fora os acertos de dominância, todas se davam bem.
Em 2010, boatos rolaram sobre sua possível nova gravidez feita por IA – inseminação artificial, com o sêmen de um macho nascido em cativeiro na França, mas eram apenas boatos. Infelizmente Kalina faleceu em 2010, com 25 anos, o primeiro Baby Shamu sofria a alguns meses de uma infecção no sangue.
Atualmente, todos os descendentes de Kalina estão vivos, são quatro filhos: Keet, Keto, Tuar e Skyla e dois de seus quatro netos: Kalia e Adán. Infelizmente suas netas Halyn  e Vicky faleceram.

## Parentes Conhecidos
- Pai e Mãe: Winston* e Katina
- Irmãos: SWC-KW-U86-001* (1986), Baby Shamu II* (1986), Katerina* (1988), Taku* (1993), Unna* (1996), Ikaika (2002), Nalani¹ (2006) e Makaio (2010)
- Filhotes:  Keet (1993), Keto (1995), SWF-KW-U97-001* (1997), Tuar (1999) e Skyla (2004)
- Outros parentes: Kalia (neta, 2004), Halyn* (neta, 2005), Trua (sobrinho, 2005), Nalani¹ (2006, sobrinha, Adán (neto, 2010), Vicky* (neta, 2012)

(parente falecido = *)

Obs¹: Nalani é fruto de um cruzamento entre mãe e filho, Katina acasalou com seu filho Taku, resultando em Nalani.

## Transferências
- Sea World Florida: 1985-1990
- Sea World Ohio: 1990-1990
- Sea World California: 1990-1991
- Sea World Texas: 1991-1994
- Sea World Florida: 1994-2010

## Informações específicas
- Sexo: Feminino
- Idade na Captura: NASCIDA EM CATIVEIRO
- Idade na Morte: 25 anos
- Significado do Nome: Kalina significa rosa selvagem em búlgaro.
- Tipo Sanguíneo¹²: 50% Islandês e 50% Residente do Sul

Obs¹: Não há confirmações de que existem outros gêneros e subespécies de orca, crê-se que as orcas da Antártida sejam uma subespécie.
Obs²: O pai da Kalina, Winston, era uma macho capturada na Baia de Washington, membro da população de orcas Residente do Sul, e a mãe de Katina era uma fêmea capturada na Islândia, por isso Kalina é considerada uma possível orca híbrida.